# 先天性横隔膜ヘルニア
先天性横隔膜ヘルニア（せんてんせいおうかくまくへるにあ、英語: Congenital Diaphragmatic Hernia: CDH）とは、発生異常によって先天的に生じた横隔膜の欠損孔を通じて、腹腔内臓器が胸腔へ脱出する疾患をいう。胸腔に脱出する腹腔内臓器には、小腸、結腸、肝臓、胃、十二指腸、脾臓、膵臓、腎臓などがある。
発症率は出生2,000〜5,000人あたり1人で、日本では年間約200〜300人が発症している。

## 分類

### ボホダレク孔ヘルニア
ボホダレク孔ヘルニア Bochdalek hernia は、後外側横隔膜ヘルニアとしても呼ばれ、先天性横隔膜ヘルニアの 95％以上の症例を占める。
横隔膜の後外側に穴が開いており、腹腔内臓器が胸腔内に逸脱する。
ボホダレク孔ヘルニアの 80-85％ は横隔膜の左側に発生する。
重症例では生存困難なことも多い。

### モルガーニ孔ヘルニア

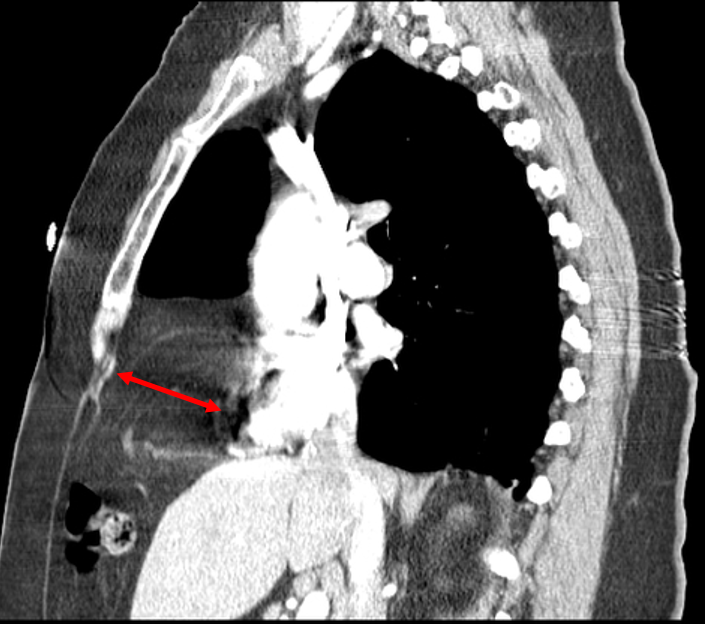
CT of the chest demonstrates a Morgagni hernia (red arrow)

モルガーニ孔ヘルニア Morgani hernia は、横隔膜の前方が欠損するもので、傍胸骨裂孔ヘルニアや胸骨後ヘルニアとも呼ばれる。
モルガーニ孔は胸骨の剣状突起に隣接する。

### 横隔膜弛緩症
横隔膜弛緩症は、横隔膜に穴は空いていないが、横隔膜が薄くなった部分において腹腔内臓器が胸腔内に変位（すなわち隆起）している場合に診断される。